# حمله پهپادی ۲۰۲۴ به محل اقامت بنیامین نتانیاهو
در ۱۹ اکتبر ۲۰۲۴، یک حمله پهپادی به اقامتگاه شخصی بنیامین نتانیاهو، نخست‌وزیر اسرائیل، در شهر قیصریه، اسرائیل، رخ داد. این حمله توسط چندین رسانه خبری و خود نتانیاهو به عنوان یک اقدام تروریستی توصیف شد و گمان می‌رفت که از لبنان آغاز شده باشد. این حادثه هیچ آسیبی به همراه نداشت و نتانیاهو در هنگام حمله در خانه خود نبود. این هدف‌گیری در چارچوب تشدید تنش‌های جاری بین اسرائیل و محور مقاومت، از جمله حزب‌الله، در پرتو درگیری جاری اسرائیل و لبنان صورت گرفت.

## حمله
در ۱۹ اکتبر ۲۰۲۴، خانه بنیامین نتانیاهو در قیصریه توسط یکی از سه پهپادی که گمان می‌رود از لبنان پرتاب شده بودند، هدف قرار گرفت. این حمله در بحبوحه تنش‌های شدید بین اسرائیل و حزب‌الله رخ داد و چندین موشک و پهپاد به سمت مناطقی در شمال اسرائیل شلیک شد. این حمله هیچ آسیبی به بار نیاورد و نتانیاهو در زمان وقوع حادثه در محل اقامت خود حضور نداشت. دو پهپاد دیگر که به این منطقه پرتاب شده بودند، رهگیری شدند. پهپاد پنجره اتاق خواب را ترکاند اما به دلیل شیشه تقویت‌شده و حفاظ‌های اضافی نتوانست بیشتر نفوذ کند، در حالی که بقایای آن روی استخر شنا و حیاط فرود آمد.
نور عوده، خبرنگار الجزیره، گزارش داد که پیش از حمله، مناطقی در شمال اسرائیل شاهد چندین حمله موشکی از سوی حزب‌الله بوده و آژیرها در شهرهایی مانند حیفا و جلیله فعال شده‌اند که به گفته او می‌توانستند به عنوان طعمه قبل از حمله به محل اقامت نتانیاهو عمل کنند. او گزارش داد که آژیرها تنها پس از تأیید حمله به محل اقامت نتانیاهو در اطراف قیصریه به صدا درآمدند.

## واکنش‌ها

### اسرائیل
بنیامین نتانیاهو این حمله را تلاشی برای ترور خود و همسرش سارا نتانیاهو توسط عوامل ایران خواند و اظهار داشت که آنها «مرتکب اشتباه تلخی» شده‌اند. او همچنین اظهار داشت که این حمله مانع یا مانع اسرائیل از «جنگ احیا» علیه دشمنان اسرائیل و تضمین امنیت اسرائیل برای نسل‌ها نخواهد شد.
وزیر امور خارجه اسرائیل، یسرائیل کاتس نیز اظهار داشت که این حمله، تلاشی برای ترور نتانیاهو و خانواده‌اش توسط عوامل ایران بوده است و این حمله را افشای دیگری از «چهره واقعی ایران و محوری که رهبری می‌کند» خواند.

### محور مقاومت
به گزارش خبرگزاری دولتی جمهوری اسلامی، ایران اعلام کرد که حزب‌الله مسئول حمله گزارش‌شده است، که به نقل از نمایندگی ایران در سازمان ملل متحد اظهار داشت: «اقدام مورد بحث توسط حزب‌الله لبنان انجام شده است.»
حزب‌الله اعلام کرد که در همان روز حمله، چندین حمله موشکی در شمال و مرکز اسرائیل انجام داده است، اگرچه صراحتاً اعلام نکرد که مسئول حمله پهپادی به محل اقامت نتانیاهو بوده است. حزب‌الله بعداً در ۲۲ اکتبر ۲۰۲۴ مسئولیت این حمله را بر عهده گرفت.
نور عوده، خبرنگار الجزیره، این حمله را مایه نگرانی نیروهای امنیتی اسرائیل خواند، زیرا این پهپاد با موفقیت به هدف مورد نظر خود در ۷۰ کیلومتری (۴۳ مایلی) مرز لبنان و بدون به صدا درآمدن هیچ آژیری برخورد کرد.

### بین‌المللی
لوید آستین، وزیر دفاع ایالات متحده، پس از دریافت اطلاعات مربوط به حمله از وزیر دفاع اسرائیل، یوآف گالانت، گزارش داد که از زنده ماندن نتانیاهو «آرامش» یافته و شروع به بررسی تعدیلات در عملیات ایالات متحده در خاورمیانه، از جمله استقرار یک سامانه دفاع منطقه‌ای ارتفاع بالا برای تقویت دفاع اسرائیل در برابر محور مقاومت، کرده است.
نخست‌وزیر بریتانیا، کی‌یر استارمر، پس از حمله با نتانیاهو تماس گرفت و نسبت به استفاده از پهپادها ابراز نگرانی کرد.